# Vanguard Animation
Vanguard Animation — американская анимационная продюсерская студия, основанная продюсерами Джоном Х. Уильямсом и Нилом Брауном в 2002 году. Первым мультфильмом этой студии является Вэлиант: Пернатый спецназ снятый для студии Walt Disney.

## История
Студия была основана 2002 году Джоном Х. Уильямсом. Для своего запуска она подписала с Ealing Studios контракт на четыре картины для производства компьютерных анимационных фильмов стоимостью менее 40 миллионов долларов. В следующем году Vanguard Animation продала миноритарный пакет акций IDT Corporation и стала партнёром своего анимационного подразделения Digital Production Solutions для совместного производства и совместного владения всеми объектами Vanguard, в 2005 году был снят мультфильм Вэлиант: Пернатый спецназ для Walt Disney.

## Фильмография

### Полнометражные мультфильмы
- Вэлиант: Пернатый спецназ (19 августа 2005)
- Новые приключения Золушки (5 января 2007)
- Мартышки в космосе (18 июля 2008)
- Мартышки в космосе: Ответный удар (28 мая 2010)
- Белки в деле (20 июня 2015)
- Гномы в доме (2 ноября 2017)
- Распрекрасный принц (20 апреля 2018)
- Королевские каникулы (8 августа 2019)
- Бесстрашный (мультфильм) (14 августа 2020)
- Зверогонщики (12 мая 2023)

### Короткометражные мультфильмы
- Фрэнк был монстром, который хотел танцевать

### Непроизведённые проекты
- Citizen Siege
- Инопланетная рок-группа
- Гнилой остров
- Бузби
- Город драконов
- Атомный цирк
- Войны Оз
- Риббит
- Твиты
- Высота галактики
- Король гномов